# Cantón de Chaumergy
El cantón de Chaumergy era una división administrativa francesa, que estaba situada en el departamento de Jura y la región de Franco Condado.

## Composición
El cantón estaba formado por dieciséis comunas:
- Bois-de-Gand
- Chaumergy
- Chêne-Sec
- Commenailles
- Foulenay
- Francheville
- Froideville
- La Chassagne
- La Chaux-en-Bresse
- Les Deux-Fays
- Le Villey
- Recanoz
- Rye
- Sergenaux
- Sergenon
- Vincent

## Supresión del cantón de Chaumergy
En aplicación del Decreto nº 2014-165 de 17 de febrero de 2014, el cantón de Chaumergy fue suprimido el 22 de marzo de 2015 y sus 16 comunas pasaron a formar parte del nuevo cantón de Bletterans.